# Saykal Fossae
Le Saykal Fossae sono una struttura geologica della superficie di Venere.